# Gereformeerde kerk (Zonnemaire)
De Gereformeerde kerk is een voormalig kerkgebouw in Zonnemaire, gelegen aan Dijk van Bommenede 26. Het voormalige pakhuis werd in 1897 verbouwd tot kerkruimte. In 1982 werd de kerk verkocht aan een particulier en is, na een duikpension te zijn geweest, omgebouwd tot woonruimte.

## Geschiedenis
In 1896 werd een commissie opgericht die de mogelijkheden onderzocht om een gereformeerde kerk te stichten in Zonnemaire. Na toestemming van de classis Zierikzee werd op 2 mei 1897 in Zonnemaire een Gereformeerde Kerk gesticht. Op 22 juli werd een pakhuis aangekocht en vervolgens verbouwd tot kerkruimte. Het betrof een eenvoudig bakstenen gebouw met een witgepleisterde klokgevel. De centrale toegangsdeur werd geflankeerd door twee boogramen, en boven de deur was een rond raam geplaatst.
In 1968 werd de kerk gerestaureerd, waarbij kerkbanken werden verkregen uit de voormalige gereformeerde kerk van Arnemuiden die in dat jaar werd gesloopt. 
Per 1 januari 1975 fuseerde de gemeente met de Gereformeerde Kerk van Brouwershaven. Daarop werd de kerk in Zonnemaire enkel gebruikt voor middagdiensten in de zomermaanden. Het bezit van de kerk in Zonnemaire was financieel niet aantrekkelijk, zodat deze na een laatste dienst op 2 mei 1982, symbolisch exact 85 jaar na de stichting van de kerk, in juni te koop werd gezet.
In april 1985 werd bij het college van burgemeester en wethouders van Brouwershaven een aanvraag gedaan door René de Groot om in de voormalige kerk een duikpension en persluchtvulstation te vestigen. Deze plannen werden goedgekeurd en in datzelfde jaar opende in de voormalige kerk duikpension "Rene's Oude Kapel". In 1997 werd door De Groot een bouwvergunning aangevraagd en verleend voor de bouw van een dakterras. Rond deze tijd is het pension gesloten en het gebouw is sindsdien in gebruik als woonhuis.

## Orgel
In 1920 werd een orgel besteld bij de firma A.S.J. Dekker uit Goes. Dit orgel werd op 28 augustus 1982 gedemonteerd en na restauratie in de gereformeerde kerk van Brouwershaven geplaatst. Op 6 maart 1983 werd het daar weer in gebruik genomen.

## Lijst van predikanten
- G.H. de Jonge (1904 - 1907)
- P.E. van Schaik (1908 - 1911)
- Z. Hoek (1913 - 1933)
- A.J. van Sluis (1937 - 1939)
- L. van der Linde (1941 - 1943)
- F. Kouwenhove (januari 1944 - augustus 1944)
- G. Aalbersberg (1946 - 1952)
- A. Nagelkerke (1952 - 1955)
- P. Melse (1957 - 1961)
- Q. Huizer (1961 - 1965)
- J. Jansma (1965 - 1970)
- P.A. de Bres (1971 - 1975)[4]